# Gemeentebelangen (Borsbeek)
Gemeentebelangen (GEMBEL) was een Belgische lokale politieke partij te Borsbeek.

## Geschiedenis
Deze SP-scheurlijst nam een eerste maal deel aan de gemeenteraadsverkiezingen van 1994 onder de naam Pro Borsbeek (PROBO). Lijsttrekker was Marc De Roover. Ook gewezen gemeenteraadslid Paul Ooms sloot aan. Hij fungeerde als politiek adviseur. De partij overtuigde 3,29% van de kiezers, onvoldoende voor een zetel in de Borsbeekse gemeenteraad.
Bij de stembusgang van 2000 kwam de partij op onder de naam Gemeentebelangen. Kandidaten waren onder meer Paul Ooms, Wilfried Schoepen en Albert De Ceuster. Ditmaal verzamelde de partij 1,77% van de stemmen, wederom onvoldoende voor een verkozene.